# UGC 10053
Arp 109 = UGC 10053 ist ein interagierendes Galaxienpaar im Sternbild Draco. Sie steht wahrscheinlich in gravitationeller Wechselwirkung mit der elliptischen Galaxie PGC 56063  und bildet das Galaxienpaar Arp 109. Halton Arp gliederte seinen Katalog ungewöhnlicher Galaxien nach rein morphologischen Kriterien in Gruppen. Diese Galaxie gehört zu der Klasse Elliptischer Galaxien die Spiralarme abstoßen (Arp-Katalog).